# Ali Dere (Theologe)
Ali Dere ist ein zeitgenössischer islamischer Theologe, Religionsfunktionär und Hochschullehrer aus der unter dem Namen Schule von Ankara bekannten Gruppe türkischer Reformtheologen. 

## Leben
Er wurde 1994 an der Universität Göttingen im Fach Orientalistik promoviert. Er arbeitete als Lehrbeauftragter am Institut für Studien der Kultur und Religion des Islam der Universität Frankfurt am Main. Seit 1999 lehrte er als Professor für Hadith-Wissenschaften an der Theologischen Fakultät der Universität Ankara. Am Zentrum für Islamische Theologie an der Universität Tübingen hatte er eine Gastprofessor für Hadithwissenschaften. Er war als Leiter der Abteilung für Außenbeziehungen der direkt dem türkischen Ministerpräsidenten unterstellten staatlichen Einrichtung Präsidium für Religionsangelegenheiten (Diyanet İşleri Başkanlığı) in Ankara tätig und als solcher auch für die Entsendung von Imamen an die DİTİB-Moscheen nach Deutschland verantwortlich. Von 2011 bis 2012 war er Vorsitzender von DİTİB, dem größten Islamverband in Deutschland mit Hauptsitz in Köln, und damit zugleich Botschaftsrat der Türkei für religiöse Angelegenheiten. In einem im Internet verbreiteten „Vier-Punkte-Programm“ für Deutschland kündigte er an, sich insbesondere für die Gewährleistung eines flächendeckenden islamischen Religionsunterrichts an allen Schulen in Deutschland einzusetzen, die Ausbildung von Imamen in Deutschland etablieren zu wollen, sich für die Anerkennung des Islams als offizielle Religion in Deutschland einzusetzen und Anstrengungen zu unternehmen, um die religiösen Bedürfnisse der in Deutschland lebenden Türken zu erfüllen. Er war einer der Unterzeichner der Botschaft aus Amman.

## Publikationen (Auswahl)
- Die Ḥadīṯanwendung bei Imām Mālik b. Anas (-179/795) im Spiegel der an ihn von aš-Šaibānī (-189/804) und aš-Šāfiʿī (-204/819) gerichteten Kritik. Shaker, Aachen 1995 (= Dissertation Universität Göttignen 1994).
- Wie viel Islam verträgt der Pluralismus? Ein Spannungsverhältnis aus muslimischer Sicht – con-spiration.de